# نوکیا نتورکس
نوکیا نتورکس (به انگلیسی: Nokia  Networks) با نام‌های پیشین نوکیا سولوشنز اند نتورکس و نوکیا زیمنس نتورکس، شرکت چندملیتی تجهیزات مخابراتی است، که در سال ۲۰۰۷ از سرمایه‌گذاری مشترک شرکت‌های نوکیا و زیمنس راه‌اندازی شد. این شرکت در سال ۲۰۱۱ پس از اریکسون، هواوی و آلکاتل-لوسنت، چهارمین تولیدکننده تجهیزات مخابراتی جهان به‌شمار می‌آمد.
شرکت نوکیا در سال ۲۰۱۳ اقدام به خریداری تمامی سهام شرکت زیمنس در نوکیا زیمنس نتورکس نمود، که درپی آن، در آوریل ۲۰۱۴ نام شرکت به نوکیا سولوشنز اند نتورکس تغییر پیدا کرد. این شرکت هم‌اکنون دارای ۴ کارخانه تولیدی است، که در شهرهای چنای هند، گوانگ‌دونگ چین، اولو فنلاند و برلین آلمان مستقر می‌باشند. دفتر مرکزی نوکیا سولوشنز اند نتورکس، در شهر اسپو، فنلاند قرار دارد و اکنون در ۱۵۰ کشور جهان، فعالیت می‌نماید.